# 방학기
방학기 (1944년 11월 3일~ )는 대한민국의 만화가이다.

## 학력
- 마산고등학교 졸업

## 작품 목록
- <바람의 아들>
- <바람의 파이터>(2004년 영화화됨)
- <꽃점이>
- <조선조 여형사 다모>
- <거미춤>
- <역도산 일대기>
- <감격시대>
- <청산별곡>
- <타임머쉰>

## 이모저모
- 방학기 작가의 만화 중의 하나였던 <바람의 아들>(스포츠서울 연재)은 95년 방영된 KBS 2TV 드라마와 제목이 같아서 작가 방학기씨와 스포츠서울이 KBS에 강력히 항의를 한 바 있었다[1].